# Jeon Do-yeon
Jeon Do-yeon född 11 februari 1973 i Seoul, Sydkorea, sydkoreansk skådespelare.

## Filmografi (urval)
- 1997 - Cheob-sok
- 1998 - Yaksohk
- 2003 - Hemliga begär
- 2010 - The Housemaid